# Halin (Litwa)
Halin (lit. Galinė) − wieś na Litwie, w rejonie wileńskim, 5 km na północny zachód od Awiżenii, zamieszkana przez 52 ludzi.
W II Rzeczypospolitej majątek Halin należał do powiatu wileńsko-trockiego w województwie wileńskim.